# Syrphoctonus haemorrhoidalis
Syrphoctonus haemorrhoidalis là một loài tò vò trong họ Ichneumonidae.